# William Woolls

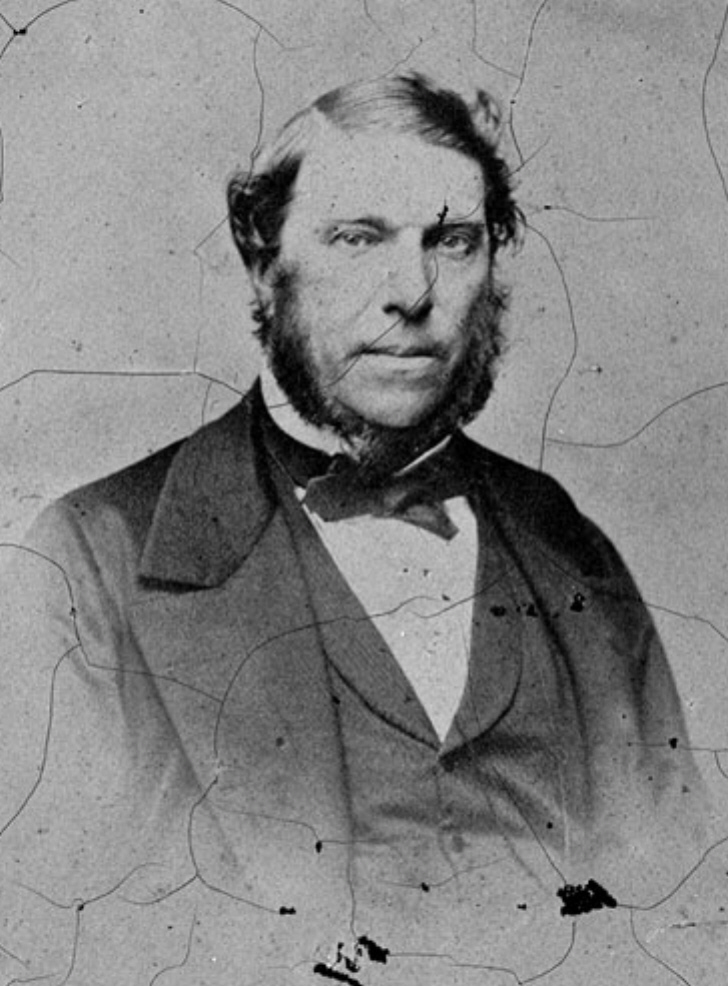
William Woolls

William Woolls (* 30. März 1814 in Winchester, Hampshire, England; † 14. März 1893 in Burwood bei Sydney) war ein britisch-australischer Pädagoge, Theologe und Botaniker. Sein botanisches Autorenkürzel lautet „Woolls“.

## Leben
William Woolls kam als neunzehntes Kind des Großhändlers Edward Woolls († 1830) und seiner Frau Sarah im englischen Winchester, Hampshire zur Welt. Er besuchte die Bishop's Waltham Grammar School. Im Alter von 16 Jahren wanderte er nach Australien aus und erreichte Sydney am 16. April 1832 an Bord der Grecian. Der Archidiakon William Broughton beschaffte ihm eine Stellung an der The King's School in Parramatta, wo er lehrte, bis er an das von William Timothy Cape ab 1835 geleitete Sydney College zog.
Am 28. Juni 1838 heiratete er Dinah Catherine Hall in der St. John’s Church von Parramatta. Die beiden hatten einen Sohn und eine Tochter; am 12. Juli 1844 starb seine Frau bei der Niederkunft. Am 16. Juli 1845 heiratete William Woolls die verwitwete Ann Boag.
Seine dritte Ehefrau Sarah Elizabeth, Tochter von Robert Lowe of Bringelly, heiratete er am 25. Juni 1862 in der St. Paul's Church in Narellan.
Am 14. März 1893 starb William Woolls in Burwood an einer Paraplegie. Bestattet wurde er im St. John's Cemetery in Parramatta. Seine Ehefrau Sarah Elizabeth starb 1909.

## Wirken – Pädagoge, Theologe und Botaniker
Beiträge von Woolls erschienen im The Colonist, The Atlas und weiteren Publikationen. Woolls begründete 1841 eine eigene Schule in Parramatta, erst in Harrisford, dann im Broughton House, wo er 25 Jahre lang lehrte. Woolls war Präsident der Cumberland Mutual Improvement Society; er versuchte, eine Gesellschaft zur Förderung geographischer Forschung zu gründen.
Nachdem er zweimal die Ordination verweigert hatte, wurde er am 8. Juni 1873 durch Bischof Frederic Barker zum Deacon ernannt, ordiniert und am 21. Dezember Amtsinhaber von Richmond; 1877 wurde er rural dean. 1883 ging er in den Ruhestand.
Woolls interessierte sich sehr für Botanik und studierte die lokale Pflanzenwelt. Gefördert durch James Walker von der The King's School und von Marsfield, schrieb er Artikel, die im Horticultural Magazine, im Victorian Naturalist und in den Proceedings of the Linnean Society of London erschienen. Beiträge von ihm erschienen in Sydney 1867 unter dem Titel A Contribution to the Flora of Australia; 1865 wurde er zum Mitglied (fellow) der Linnean Society of London gewählt. 1871 erhielt er den Doktortitel der Universität Göttingen mit einer Dissertation über die Botanik der Umgebung von Parramatta.
Woolls schrieb viele Beiträge über die Flora der Umgebung für die Zeitungen. Er stand im Briefwechsel mit Botanikern wie Louisa Atkinson und Ferdinand von Mueller; an letzteren schrieb er über 1000 Briefe.

## Dedikationsnamen
Die Gattung Woollsia F.Muell. aus der Pflanzenfamilie der Heidekrautgewächse (Ericaceae) ist zu seinen Ehren benannt worden.

## Werke
- A contribution to the flora of Australia. 1867.
- Lectures on the Vegetable Kingdom, with Special Reference to the Flora of Australia. 1879.
- Plants indigenous in the neighbourhood of Sydney. 1880.
- The Plants of New South Wales. 1885.